# Gianluca Tamberi
Gianluca Tamberi (né le 1er juillet 1990 à Offagna) est un athlète italien, spécialiste du lancer de javelot. Son record est de 78,61 m, obtenu à Ascoli Piceno le 14 mars 2010.

## Biographie
Fils de Marco Tamberi et frère de Gianmarco Tamberi, contrairement à ces deux derniers il a choisi comme spécialité le javelot et pas le saut en hauteur.
En septembre 2012, il remporte le concours de beauté de Il più bello d'Italia (Mr Italie).

## Palmarès
Il termine 4e des Championnats d'Europe juniors d'athlétisme de Novi Sad en 2009, avec son meilleur lancer de l'année. Alors qu'il débute avec l'équipe nationale italienne seniors, il termine 10e des Championnats d'Europe par équipes 2010, avec un jet à 71,29 m.